# Карьерный переулок (Ломоносов)
Карье́рный переулок — переулок в городе Ломоносове Петродворцового района Санкт-Петербурга, в историческом районе Мартышкино. Проходит от Промышленного переулка до улицы Труда.
Название известно с 1955 года. Дано в связи с местоположением поблизости карьеров кирпичного завода (Заводская улица, 5а; ныне снесён). С этим же заводом связаны названия соседних Заводской улицы, Заводского переулка, Кирпичного переулка, Промышленного переулка и, возможно, улицы Труда.

## Перекрёстки
- Промышленный переулок
- Кирпичный переулок